# Municipio de Edgar (Illinois)
El municipio de Edgar (en inglés: Edgar Township) es un municipio ubicado en el condado de Edgar en el estado estadounidense de Illinois. En el año 2010 tenía una población de 482 habitantes y una densidad poblacional de 3,36 personas por km².

## Geografía
El municipio de Edgar se encuentra ubicado en las coordenadas 39°44′19″N 87°42′13″O / 39.73861, -87.70361. Según la Oficina del Censo de los Estados Unidos, el municipio tiene una superficie total de 143.25 km², de la cual 143,25 km² corresponden a tierra firme y (0 %) 0 km² es agua.

## Demografía
Según el censo de 2010, había 482 personas residiendo en el municipio de Edgar. La densidad de población era de 3,36 hab./km². De los 482 habitantes, el municipio de Edgar estaba compuesto por el 98,96 % blancos, el 0,21 % eran asiáticos, el 0,21 % eran de otras razas y el 0,62 % eran de una mezcla de razas. Del total de la población el 0,83 % eran hispanos o latinos de cualquier raza.